# 城門隧道

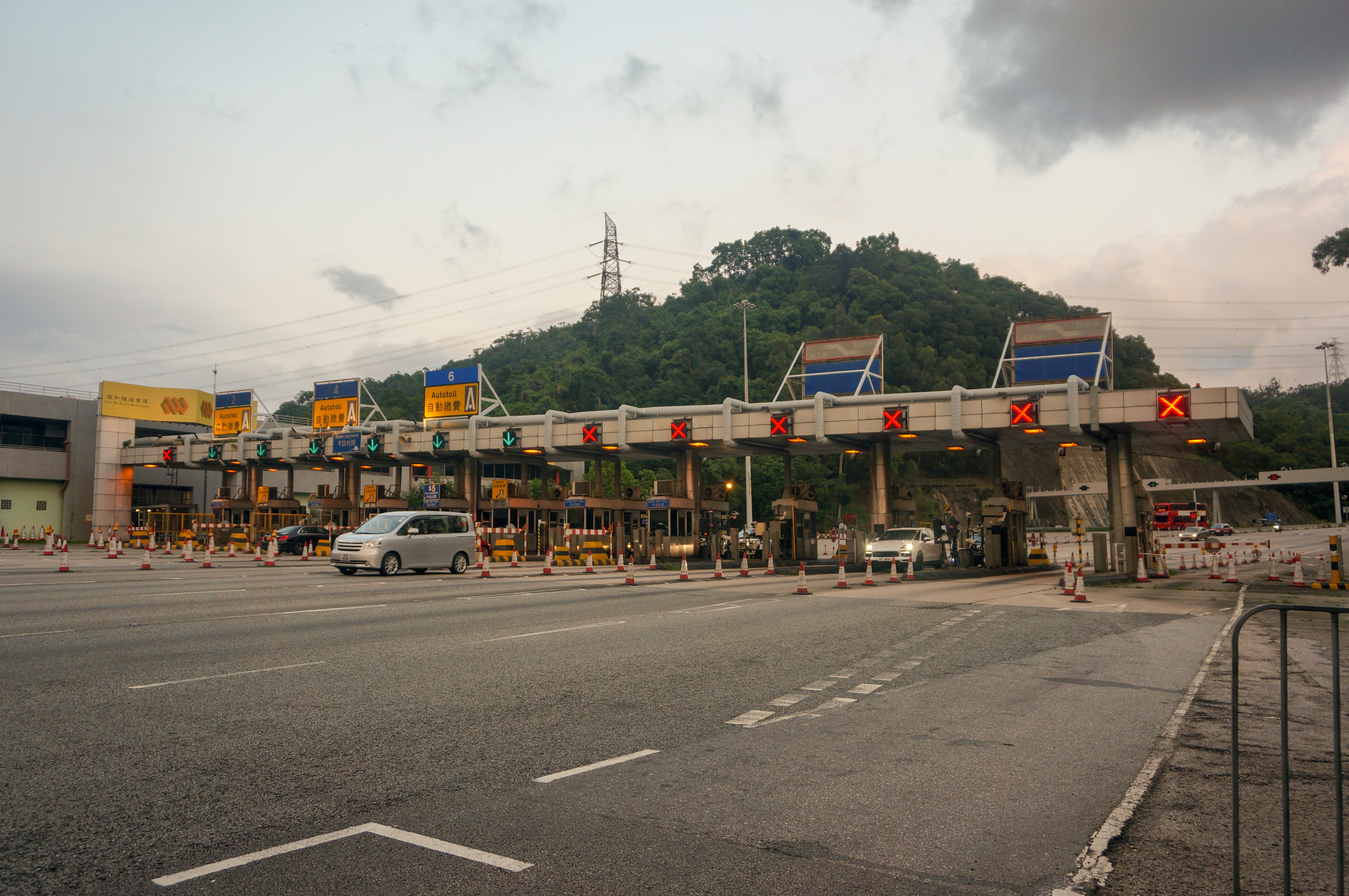
城門隧道收費亭

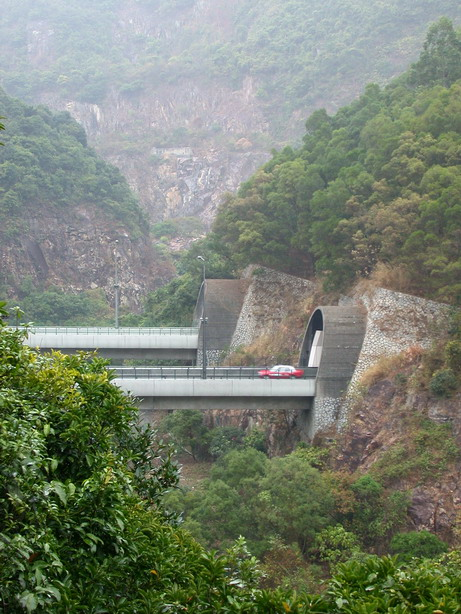
孖指徑隧道和針山隧道中間高架橋（雙子橋）的路段

城門隧道（英語：Shing Mun Tunnels）是連接香港新界西荃灣與新界東沙田的唯一隧道，於1990年4月20日通車，簡稱城隧，也是9號幹線里程計算起始的路段，亦是新界的士指定可行駛的兩條收費行車隧道之一（另一條是大欖隧道），隧道人員獲授權執行《香港法例》368章《行車隧道（政府）條例》。

## 簡介
城門隧道連接新界西荃灣梨木樹及新界東沙田大圍香粉寮，由兩組雙程雙線分隔雙管隧道組成，為來往荃灣及沙田的主要通道，來回方向各有兩條行車線。全段城門隧道分為兩組，分別為孖指徑隧道和針山隧道，兩組隧道分別穿越孖指徑和針山，現由俊和隧道管理有限公司承辦及管理，孖指徑隧道長1公里；而針山隧道（屬沙田區松田選區），則長1.6公里，總長度為2.6公里。隧道高5.1米、闊7.35米，全段車速限制均為70公里，單管雙程時行車限制為50公里。兩組隧道之間均以高架橋連接跨越城門峽和下城門水塘，管道之間有20個緊急行人橫向通道及逾200個滅火設施，兩組隧道之間更共設221部與控制中心聯絡緊急電話。城門隧道的收費廣場設在梨木樹，共有13個收費亭，其中8個為人手收費亭，餘下5個為快易通專用的自動繳費亭（往沙田方向的第一收費亭現時屬巴士專用），而此收費廣場亦是所有貫通沙田區往返其他區隧道中唯一不在沙田區設立的收費廣場。
2017年7月23日起，駕車人士可以在城門隧道的人手收費亭，以八達通及三款信用卡拍卡繳付隧道費。
2023年5月21日起，城門隧道實施不停車繳費系統「易通行」，取代原有人手收費亭及快易通。

## 歷史
路政署早於1986年4月動工興建隧道，整項工程耗資13億港元，預計沙田往返荃灣的行車時間可縮短30分鐘。工程歷時4年多，城門隧道於1990年4月20日午夜正式通車，港督衛奕信爵士則於前一日（19日）主持通車儀式。公益金亦於通車前的1989年12月3日，舉行城門隧道百萬行，吸引近1.5萬名市民參與。
城隧的收費水平在通車前一度被挑戰。1989年，港府有意提升隧道收費：紅隧由$5加至$10，吸引駕駛者改行東隧；獅子山隧道及香港仔隧道劃一加至$5，與通車在即的城隧和將軍澳隧道看齊。然而，獅隧加價的提議遭到沙田區議會一致反對，與會議員要求行政局否決方案，並將城隧收費維持$3。運輸署和交諮會最後在無諮詢區會的情況下微調方案，將獅隧收費加至$6，城隧則調低至$3，藉以吸引駕駛者改行新路，行政局則在一片爭議聲下通過新收費架構。城隧通車一年後，收費增至$5，維持至今。城隧自通車以來，一直都是往返沙田區收費最便宜的行車隧道。
城隧通車前，九巴已營運數條路線來往沙田至荃灣等地，但須繞經獅隧、龍翔道及呈祥道。新隧道通車後，九巴隨即開辦45X（秦石至荃灣碼頭，已取消）、46X（秦石至荔景(南)，現為顯徑來往美孚）、47X（禾輋至葵盛(東)，現為秦石來往葵盛東）和48X（禾輋至荃灣碼頭，現為禾輋來往灣景花園），來往大埔富善至荃灣碼頭（現改為來往荃灣如心廣場）的73X改道，並取消途經獅隧的48和48A。
運輸署起初禁止新界的士和紅色小巴使用城隧的做法惹來業界不滿，司機們曾透過慢駛遊行和強行闖關等方法抗議。商討多時後，當局終願意放寬新界的士的禁令，但卻遭到市區的士團體的強烈反對。最終兩大的士團體和運輸署達成協議，新界的士可駛進城隧，但不可繞經大涌橋路和火炭路，措施在1992年4月底生效。
2012年城門隧道平均每日行車量為48,887架次而此隧道原有的交通資訊顯示系統和車速限制顯示屏，已於2013－2014年分階段更新並投入服務。
2017年7月23日城門隧道成為全港首條隧道推出「停車拍卡」式電子繳費系統，接受八達通、Visa payWave、感應式Mastercard和銀聯閃付。

## 巴士轉乘站
為解決巴士路線迂迴的問題，九巴在1991年初提出在收費廣場興建轉車站，藉此重組城隧巴士線。最終城隧轉車站在1991年5月25日投入服務，途經城隧的巴士線會於此站實施分段收費，讓轉車客可享低至免費的車資優惠。

## 城門隧道巴士空調化計劃
轉車站啟用後，由於提供轉乘優惠，限制了巴士路線的用車。當中巴士路線不能提供非空調與空調巴士混合服務，一轉便要全空調，而且全部路線要同時盡快轉，加上當時空調巴士仍未普及，因此所有巴士路線（當時除假日線263及278X外，該兩線當時雙向皆需要補差價）均曾只提供全非空調巴士服務。雖然市民不滿隧道內的空氣質素，但城門隧道巴士空調化計劃在2000年代初才開始實行。
不過首條以空調巴士行走的城門隧道巴士線，卻不是當時全日行走的路線，而是1991年6月30日開辦的263R線，往來沙田市中心至屯門市中心，只於假日行走（該線已由2002年7月28日起改為每天全日服務的263線，來往沙田火車站及屯門市中心）。
1996至1997年間，九巴因應當時沙田區議員否決城門隧道巴士空調化計劃，開辦以下三條以空調巴士行走的晨早特別線：
- 278P（第一代） 上水 → 荃灣碼頭（1996年3月15日投入服務，於1998年11月1日提升為全日服務，路線編號並改為278X）。
- 273P 太和 → 荃灣碼頭（1996年4月30日投入服務）
- 248P 駿景園 → 荃灣碼頭（1997年5月12日投入服務，但已於2013年8月24日取消服務，由88K線及線的轉乘優惠取代）。

其中278P因乘客量大增，最終於1998年11月1日提升至每天全日服務的的278X線，隨後空調巴士開始普及，最終令到城門隧道巴士空調化計劃展開，在2000年9月開始實行，首條改為全空調服務的全非空調城隧巴士線為73X線。
城門隧道巴士線由非空調巴士服務直接改為全空調巴士服務的整個計劃，在2001年6月10日隨47X線改為全空調服務而完成。

## 使用情況
| 年份 | 雙程合計   | 平均每日 |
| ---- | ---------- | -------- |
| 2023 | 18,139,178 | 49,696   |
| 2022 | 17,892,169 | 49,020   |
| 2021 | 19,107,270 | 52,349   |
| 2020 | 18,173,413 | 49,654   |
| 2019 | 19,375,215 | 53,083   |
| 2018 | 19,735,441 | 54,070   |
| 2017 | 19,800,392 | 54,248   |
| 2016 | 19,624,974 | 53,620   |
| 2015 | 19,215,631 | 52,646   |
| 2014 | 18,643,836 | 51,079   |
| 2013 | 18,234,973 | 49,959   |
| 2012 | 17,892,552 | 48,887   |
| 2011 | 17,538,630 | 48,051   |
| 2010 | 17,304,760 | 47,410   |
| 2009 | 17,136,043 | 46,948   |
| 2008 | 17,937,596 | 49,010   |
| 2007 | 19,744,142 | 54,094   |
| 2006 | 19,280,131 | 52,822   |
| 2005 | 19,396,660 | 53,142   |
| 2004 | 19,517,131 | 53,325   |
| 2003 | 19,341,001 | 52,989   |
| 2002 | 19,913,756 | 54,558   |
| 2001 | 19,634,670 | 53,794   |
| 2000 | 19,836,864 | 54,199   |
| 1999 | 19,467,884 | 53,337   |
| 1998 | 19,594,242 | 53,683   |
| 1997 | 20,087,305 | 55,034   |
| 1996 | 19,079,269 | 52,129   |
| 1995 | 18,927,365 | 51,856   |
| 1994 | 18,511,463 | 50,716   |
| 1993 | 16,914,830 | 46,342   |
| 1992 | 15,170,457 | 41,449   |
| 1991 | 13,333,608 | 36,530   |
| 1990 | 7,676,522  | 30,104   |

## 重大事故
1991年6月23日，一批匪徒在大埔打劫金行後劫持兩架的士逃走，至城門隧道沙田入口被警員截停，匪徒向警員開槍並逃入隧道一帶山區。警方需封閉隧道，並調動大批警員及皇家香港輔助空軍直升機搜捕匪徒。警方當晚在大圍香粉寮山一帶拘捕該批匪徒。翌日，警方繼續在城門隧道入口附近，搜查剩餘贓物的下落。
1994年9月19日早上八時許，一輛73X巴士行經隧道時引擎突然起火，隧道內的抽風扇被指是加劇火勢和濃煙蔓延的元兇，合共導致27人不適送院。
1995年12月3日，一名男子駕車載同四歲的兒子駛往沙田入口附近時，一塊巨石從前方一輛泥頭車跌出，直飛擊毀其座駕擋風玻璃，男童被碎石重擊頭部，送院後證實不治。
1998年6月15日，一輛開往荃灣方向的九巴48X線巴士在早上七時許，駛經轉車站時引擎突然冒煙起火，逾百名乘客爭先恐後逃生，其中一名上層乘客更跳車跌傷左腳。
2003年6月18日，一名P牌私家車司機疑因誤踏油門誤入自動繳費通道，一時錯亂下剷上巴士轉車站，其中一名候車男乘客被活生生夾死，肇事司機最終判囚5個月。
2007年6月26日，城隧荃灣出口附近發生1死17傷車禍。一輛貨車和私家車先輕微碰撞，兩車司機駛往路邊停下談判時，尾隨而至的專線小巴收掣不及撞向兩車，其中私家車男司機不治。
2012年4月27日，貫通荃灣及沙田的城門隧道發生火警，一輛貨車疑機件過熱，在管道自焚及輕微爆炸，大量濃煙充斥管道，約50輛汽車被困包括10輛巴士，逾千人慌忙逃生。期間隧道封閉往沙田管道達一小時撲救，交通陷於癱瘓，最終由交通督導員許成行先生及林曉輝先生將火救熄，由荃灣及沙田出入口車龍長達1.5公里，事件中無人受傷。

## 歷年收費
| 生效日期      | 劃一收費 | 劃一收費 |
| 生效日期      | 專營巴士 | 其他車輛 |
| ------------- | -------- | -------- |
| 1990年4月20日 | HK$3     | HK$3     |
| 1991年4月1日  | HK$5     | HK$5     |
| 1993年1月10日 | HK$6     | HK$6     |
| 1993年2月26日 | HK$5     | HK$5     |
| 2019年2月17日 | 免費     | HK$5     |
| 2025年9月21日 | 免費     | HK$8     |

由2023年5月21日起收費廣場的人手及自動收費亭已被不停車繳費服務「易通行」取代，所有已開立繳費帳戶及貼上收費貼的車輛，可直接通過隧道並繳交隧道費。

## 外部連結
| 论 编 | 香港9號幹線 |  |
| |             |  |
| 城門隧道 – 象鼻山路 – 青山公路－荃灣段 – 屯門公路 – 藍地交匯處 – 元朗公路 – 青朗公路 – 新田公路 – 粉嶺公路 – 吐露港公路 – 大埔公路－沙田段 – 城門隧道公路 – 城門隧道 |             |  |
| |             |  |